# Vicoli
Vicoli ist eine italienische Gemeinde mit 378 Einwohnern und liegt in der Nähe von Civitaquana und Civitella Casanova in der Provinz Pescara.

## Geografie
Die Gemeinde erstreckt sich über circa neun Quadratkilometer.
Zu den Ortsteilen (Fraktionen) zählen De Contra, La Penna, Le Pietre und Piano Vanardi.
Die Nachbargemeinden sind: Brittoli, Carpineto della Nora, Civitaquana und Civitella Casanova.

## Weinbau
In der Gemeinde werden Reben der Sorte Montepulciano für den DOC-Wein Montepulciano d’Abruzzo angebaut.